# علی‌اصغر احمدی (روان‌شناس)
علی‌اصغر احمدی (متولد ۱۳۳۴) روان‌شناس ایرانی، مشاور وزیر آموزش و پرورش در امور خانواده و استادیار گروه روان‌شناسی دانشگاه تهران است. او عضو هیئت مؤسس انجمن علمی اولیاء و مربیان ایران و اولین رئیس این انجمن است.
پژوهش‌های احمدی عمدتاً در حوزه «روان‌شناسی اسلامی»، «روان‌شناسی خانواده»، ازدواج، «رابطه دختر و پسر» و «روان‌شناسی نوجوانان» است.

## زندگی
احمدی دورهٔ کارشناسی روانشناسی را در دانشگاه تهران گذراند و دوره کارشناسی ارشد و دکتری همین رشته را در دانشگاه تربیت مدرس طی کرد.
او از اوایل دههٔ شصت، تلاش‌هایی را برای نظریه‌پردازی در زمینهٔ روان‌شناسی اسلامی آغاز کرد.
احمدی داوری چند دوره جایزه کتاب فصل و سال روان‌شناسی را بر عهده داشته‌است.
او همچنین مدتی ریاست مؤسسه روان‌شناسی دانشگاه تهران را بر عهده داشت.
علی‌اصغر فانی، وزیر آموزش و پرورش ایران، در اسفند ۱۳۹۲ احمدی را به سمت مدیرکل دفتر برنامه‌ریزی انجمنهای مدارس، آموزش خانواده و مشاوره اولیاء و همچنین در تیرماه ۱۳۹۳ به سمت مشاور خود در امور خانواده منصوب کرد.

## کتاب‌ها
- فطرت: بنیان روانشناسی اسلامی، علی‌اصغر احمدی، ناشر: امیرکبیر
- روانشناسی شخصیت از دیدگاه اسلامی، علی اصغر احمدی، ناشر: امیرکبیر
- راهنمای سنجش خلاقیت کودکان و نوجوانان، الیس پل تورنس، پاتریشیا هنسلی، علی اصغر احمدی (مترجم)، مسعود براتیان (مترجم)، ناشر: مهدی رضایی
- روان‌شناسی روابط درون خانواده، علی اصغر احمدی، ناشر: مهدی رضایی
- روان‌ش‍ن‍اس‍ی س‍ال اول دب‍ی‍رس‍ت‍ان آم‍وزش ب‍ازرگ‍ان‍ی و ح‍رف‍ه‌ای ب‍ه‍داش‍ت‍ی، علی‌اصغر احمدی، ناشر: وزارت آم‍وزش و پ‍رورش، ۱۳۶۸
- روان‌ش‍ن‍اس‍ی س‍ال اول ه‍ن‍رس‍ت‍ان آم‍وزش ح‍رف‍ه‌ای ب‍ه‍داش‍ت‍ی، علی‌اصغر احمدی، ناشر: وزارت آم‍وزش و پ‍رورش، ۱۳۶۸
- شخصیت و رفتار، علی اصغر احمدی، ناشر: مهدی رضایی
- روان‍ش‍ن‍اس‍ی ت‍رب‍ی‍ت‍ی ب‍رای اس‍ت‍ف‍اده ک‍لاس‍ه‍ای ک‍ارآم‍وزی آم‍وزش ض‍م‍ن خ‍دم‍ت، علی‌اصغر احمدی، ناشر: شرکت چاپ و نشر ایران، ۱۳۶۵
- روان‌شناسی تربیتی: سال اول - مراکز تربیت معلم درس مشترک کلیه رشته‌ها، علی‌اصغر احمدی، ناشر: وزارت آموزش و پرورش، ۱۳۶۵
- اراده کن، می‌توانی: اعتماد به نفس، مهم‌ترین عامل رشد فردی، محمدرضا شرفی، علی اصغر احمدی، رضا علی کرمی، روح‌الله شمسا، ناشر: مؤسسه خدمات مشاوره‌ای جوانان و پژوهش‌های اجتماعی آستان قدس رضوی، قدس رضوی
- پدر، مادر، معلم: من نوجوانم، علی اصغر احمدی، ناشر: پَرکاس
- نوجوان و خانواده: بر اساس سوالات نوجوانان دربارهٔ خانواده، علی اصغر احمدی، ناشر: پرکاس
- نوجوان و جامعه، علی اصغر احمدی، ناشر: پرکاس
- مدرسه نامرئی، علی اصغر احمدی، ناشر: مدرسه
- تحلیلی تربیتی بر روابط دختر و پسر در ایران، علی اصغر احمدی، ناشر: انجمن اولیاء و مربیان
- اختلال در خواندن و سایر مشکلات یادگیری، مارک سلیکوویتس، علی اصغر احمدی (مترجم)، مسعود براتیان (مترجم)، ناشر: انجمن اولیاء و مربیان
- پرسش‌های امروز جوانان، هدف زندگی، پرخاشگری، گفتگوی تمدن‌ها، محمدرضا شرفی، علی اصغر احمدی، حسین امینی، ناشر: سازمان پژوهش و برنامه‌ریزی آموزشی، کمک آموزشی - ۱۳۸۲
- روان‌شناسی روابط درون خانواده، علی اصغر احمدی، ناشر: پرکاس
- نوجوان و خودشناسی، علی اصغر احمدی، ناشر: مهدی رضایی
- شخصیت و رفتار، علی اصغر احمدی، ناشر: پرکاس
- نوجوان و مهارت‌های زندگی، علی اصغر احمدی، ناشر: مهدی رضایی
- داستان زندگی سالم، علی اصغر احمدی، ناشر: پرکاس
- جرائم و فرزندان ما، چگونه فرزندای دور از جرائم و رفتارهای ضد اجتماعی داشته باشیم؟، احمد اختیاری، فاطمه دهقانی آرانی، علی اصغر احمدی (زیرنظر)، ناشر: مهر و ماه نو
- کندوکاو: پاسخ به سوال‌های نوجوانان: ویژه دانش آموزان راهنمایی و دبیرستان، علی اصغر احمدی، ناشر: انجمن اولیاء و مربیان
- اصول تربیت، پدیدآورنده: علی اصغر احمدی، ناشر: انجمن اولیاء و مربیان
- چگونه با والدین دانش آموزان برخورد شایسته‌ای داشته باشیم؟، آیلین مکایوان، سیداحمد بیان معمار (مترجم)، علی اصغر احمدی (ویراستار)، ناشر: انجمن اولیاء و مربیان
- عوامل ایجاد فشار روانی در خانواده، دان کترال، علی اصغر احمدی (مترجم)، کیومرث جهانگردی (مترجم)، ناشر: انجمن اولیاء و مربیان
- تربیت فرزند، پرکاس
- شخصیت موضوع تربیت، پرکاس
- اشتباه می‌کردم، پرکاس
- دوره 3جلدی نوجوان و مهارت های زندگی، پرکاس